# World Pump Festival
World Pump Festival mais conhecido como WPF, é uma competição anual/eventos sobre o jogo de dança Pump It Up, que acontece no final de cada ano. Pump It Up é um jogo que requer movimentos físicos dos pés. O jogo está aberto para breakdancing e muitas pessoas têm conseguido este feito por memorizar os passos e criando passos de dança para acertar as setas na hora certa. O que distingue este de outros torneios Dance Machine é a grande quantidade de dinheiro do prêmio na oferta e qualificação nacionais em todo o mundo.
No WPF, os melhores jogadores de técnica e freestyle são percorridos em todo o mundo para competir em suas respectivas categorias: Speed e Freestyle. A partir de 2006, a categoria Speed Masculino foi introduzido. Os candidatos são selecionados pelo torneio realizado no seu respectivo país pelos adeptos e líderes de clube - Os membros da comunidade da Pump it Up, que o trabalho não remunerado para Andamiro, organizar torneios e eventos sociais durante o ano. Bem como a competição em si, Andamiro leva os jogadores e espectadores em uma excursão do país de acolhimento, como forma de Turismo com o objetivo de promover o jogo como um desporto para perda de peso usando videogames e cultura coreana para criar amizade entre os jogadores. posições anteriores do WPF foram realizados na Coréia, G Star, Lotte World e, mais recentemente, na Cidade do México. Nationals (eliminatórias para WPF) no México e Brasil têm sido realizados em estádios esportivos. Atualmente, a qualificação para o WPF seguinte será realizada em dezembro de 2008, a competição mundial terá lugar no primeiro trimestre de 2009.
Os concorrentes na categoria freestyle incorporaram elementos de travamento (dança), Salsa (dança), estilos Funk, Popping, dança hip hop, breakdance e dança de rua em performances. Ela se tornou a norma para fazer uma rotina usando coreografias voltadas para o público.

## Patrocínio
- Andamiro irá fornecer um voo de ida e volta, hotel, refeições, transporte e passeio em WPF para os vencedores nacionais.
- Os espectadores que desejam viajar também têm hospedagem e todas as despesas pagas (exceto seu vôo).
- O dinheiro do prêmio total em oferta para 2005: US $ 129 000, 2006: 146 $ 000 e para 2007 é R $ 148 000. [2]
- Quando um atleta ganha prêmio em dinheiro, 30 por cento do dinheiro deve ser dado ao seu clube.